# Férfi 5000 méteres rövidpályásgyorskorcsolya-váltó a 2014. évi téli olimpiai játékokon
A 2014. évi téli olimpiai játékokon a rövidpályás gyorskorcsolya férfi 5000 méteres váltó versenyszámának elődöntőit február 13-án, a döntőt február 21-én rendezték. Az aranyérmet az orosz váltó nyerte.
A versenyszámban nem vett részt magyar csapat.

## Rekordok
A versenyt megelőzően a következő rekordok voltak érvényben:
| Világrekord     | Kanada (CAN)    | 6:30,958 | Calgary, Kanada     | 2012. október 19. |
| Olimpiai rekord | Dél-Korea (KOR) | 6:43,376 | Torino, Olaszország | 2006. február 25. |

A versenyen új olimpiai rekord született:
| Oroszország (RUS) | 6:42,100 | Szocsi, Oroszország | 2014. február 21. |

## Eseménynaptár
Az időpontok moszkvai idő szerint (UTC+4), zárójelben magyar idő szerint (UTC+1) olvashatóak.
| Időpont                    | Forduló   |
| -------------------------- | --------- |
| február 13., 15:31 (12:31) | Elődöntők |
| február 21., 22:18 (19:18) | Döntők    |

## Eredmények
A két futamból az első két helyezett jutott az A-döntőbe, a harmadik és negyedikek a B-döntőbe kerültek. Az időeredmények másodpercben értendők. A rövidítések jelentése a következő:
- QA: az A-döntőbe jutott
- QB: a B-döntőbe jutott
- ADV: továbbjutás bírói döntés alapján
- OR: olimpiai rekord

### Elődöntők
| Helyezés | Csapat                                                                                          | Idő      | Mj       |          |
| 1. futam | 1. futam                                                                                        | 1. futam | 1. futam | 1. futam |
| -------- | ----------------------------------------------------------------------------------------------- | -------- | -------- | -------- |
| 1.       | Hollandia (NED) · Daan Breeuwsma · Niels Kerstholt · Sjinkie Knegt · Freek van der Wart         | 6:45,385 | QA       |          |
| 2.       | Kazahsztán (KAZ) · Abzal Azhgaliyev · Aidar Bekzhanov · Denis Nikisha · Nurbergen Zhumagaziyev  | 6:47,152 | QA       |          |
| 3.       | Dél-Korea (KOR) · Lee Han-Bin · Lee Ho-Suk · Park Se-Yeong · Sin Da-Woon                        | 6:48,206 | QB       |          |
| 4.       | Egyesült Államok (USA) · Eduardo Alvarez · J. R. Celski · Christopher Creveling · Jordan Malone | 6:50,292 | ADV      |          |
| 2. futam |                                                                                                 |          |          |          |
| 1.       | Oroszország (RUS) · Viktor An · Szemjon Jelisztratov · Vlagyimir Grigorjev · Ruszlan Zaharov    | 6:44,331 | QA       |          |
| 2.       | Kína (CHN) · Dequan Chen · Han Tianyu · Shi Jingnan · Dajing Wu                                 | 6:44,521 | QA       |          |
| 3.       | Olaszország (ITA) · Yuri Confortola · Tommaso Dotti · Anthony Lobello · Nicola Rodigari         | 6:45,253 | QB       |          |
| 4.       | Kanada (CAN) · Michael Gilday · Charles Hamelin · François Hamelin · Olivier Jean               | 6:48,186 | QB       |          |

### B-döntő
| Helyezés | Csapat                                                                                  | Idő      | Mj |
| -------- | --------------------------------------------------------------------------------------- | -------- | -- |
| 6.       | Kanada (CAN) · Charle Cournoyer · Michael Gilday · Charles Hamelin · Olivier Jean       | 6:43,747 |    |
| 7.       | Dél-Korea (KOR) · Kim Yun-Jae · Lee Han-Bin · Park Se-Yeong · Sin Da-Woon               | 6:43,921 |    |
| 8.       | Olaszország (ITA) · Yuri Confortola · Tommaso Dotti · Anthony Lobello · Davide Viscardi | 6:44,904 |    |

### A-döntő
| Helyezés | Csapat                                                                                          | Idő      | Mj |
| -------- | ----------------------------------------------------------------------------------------------- | -------- | -- |
| Arany    | Oroszország (RUS) · Viktor An · Szemjon Jelisztratov · Vlagyimir Grigorjev · Ruslan Zaharov     | 6:42,100 | OR |
| Ezüst    | Egyesült Államok (USA) · Eduardo Alvarez · J. R. Celski · Christopher Creveling · Jordan Malone | 6:42,371 |    |
| Bronz    | Kína (CHN) · Dequan Chen · Han Tianyu · Shi Jingnan · Dajing Wu                                 | 6:48,341 |    |
| 4.       | Hollandia (NED) · Daan Breeuwsma · Niels Kerstholt · Sjinkie Knegt · Freek van der Wart         | 6:49,149 |    |
| 5.       | Kazahsztán (KAZ) · Abzal Azhgaliyev · Aidar Bekzhanov · Denis Nikisha · Nurbergen Zhumagaziyev  | 6:54,630 |    |